# Fishers
Fishers és una població dels Estats Units a l'estat d'Indiana. Segons el cens del 2008 tenia 69.011 habitants.

## Demografia
Segons el cens del 2000, Fishers tenia 37.835 habitants, 14.044 habitatges, i 10.294 famílies. La densitat de població era de 673,5 habitants/km².
Dels 14.044 habitatges en un 46,3% hi vivien nens de menys de 18 anys, en un 64,7% hi vivien parelles casades, en un 6,6% dones solteres, i en un 26,7% no eren unitats familiars. En el 20,7% dels habitatges hi vivien persones soles el 2,3% de les quals corresponia a persones de 65 anys o més que vivien soles. El nombre mitjà de persones vivint en cada habitatge era de 2,75 i el nombre mitjà de persones que vivien en cada família era de 3,24.
Per edats la població es repartia de la següent manera: un 32,2% tenia menys de 18 anys, un 5,4% entre 18 i 24, un 44,8% entre 25 i 44, un 14,2% de 45 a 60 i un 3,4% 65 anys o més.
L'edat mediana era de 31 anys. Per cada 100 dones de 18 o més anys hi havia 92,1 homes.
La renda mediana per habitatge era de 75.638$ i la renda mediana per família de 81.971$. Els homes tenien una renda mediana de 58.275$ mentre que les dones 37.841$. La renda per capita de la població era de 31.891$. Entorn de l'1,1% de les famílies i l'1,8% de la població estaven per davall del llindar de pobresa.

## Poblacions més properes
El següent diagrama mostra les poblacions més properes.